# Menhir de la Hune
Le menhir de la Hune est un mégalithe situé à Bazougers, en France.

## Description
Le menhir est situé entre les lieux-dits la Hune, les Poiriers et la Ruellonnière, sur la commune de Bazougers, dans le département français de la Mayenne.

## Historique
L'ensemble fait l’objet d’un classement au titre des monuments historiques depuis 1889.